# Sara Sanz
Sara Sanz (La Coruña, 3 maggio 1991) è un'attrice e modella spagnola, nota per aver interpretato il ruolo di Rosa Solozábal nella soap Il segreto (El secreto de Puente Viejo).

## Biografia
Sara Sanz è nata il 3 maggio 1991 ad La Coruña, nella comunità della Galizia (Spagna), fin da piccola ha mostrato un'inclinazione per la recitazione.

## Carriera
Sara Sanz nel 2007 ha iniziato la sua carriera recitando nell'opera teatrale La Zapatera Prodigiosa diretto da Ramiro Neira.
Nel 2012 ha recitato nel film Ghost Academy (Promoción fantasma) diretto da Javier Ruiz Caldera. Nel 2014 ha recitato nel film Lila diretto da Carlos Lascano.
Nel 2015 ha recitato nel cortometraggio La Culpa. L'anno successivo, nel 2016, ha recitato nel cortometraggio Benvida ao Desastre diretto da Irene Pin.
Nel 2018 ha recitato nella web serie LuvApp. L'anno successivo, nel 2018, ha recitato nella web serie Dinosaurio La Serie - 99% diretto da David Sainz, Bruno Martín e Pablo Tocino.
Nel 2017 ha recitato nel cortometraggio Astra diretto da María Romero. Nello stesso anno ha recitato nell'opera teatrale 18 de noviembre diretto da Daniel Currás. L'anno successivo, nel 2018, ha recitato nel cortometraggio Vete diretto da Kiara Mathews. Nel 2018 ha recitato nella serie Lobos y corderos e nel cortometraggio 6/9 diretto da Jacopo Crisci.
Nel 2018 e nel 2020 è entrata a far parte del cast della serie Il sapore delle margherite (El sabor de las margaritas), nel ruolo di Rebeca Seoane. Nel 2019 ha recitato nel cortometraggio En la Noche diretto da Pedro Vilas.
Nel 2019 ha recitato nel film Aquellas tardes de verano diretto da Carlos Cabero. Nello stesso anno ha recitato nelle serie Dulcinea (nel ruolo di Isabella) e in A Ninguna Parte (nel ruolo di Julia). Sempre nel 2019 ha interpretato il ruolo di Bea nel cortometraggio Tarados diretto da Inés Fernández.
Il suo più grande successo è arrivato nel 2019 e nel 2020 quando ha interpretato il ruolo di Rosa Solozábal nella soap opera in onda su Antena 3 Il segreto (El secreto de Puente Viejo) e dove ha recitato insieme ad attori come Manuel Regueiro, Laura Minguell, Berta Castañé, Adrián Expósito, Silvia Marsó, Adrián Pedraja e Alejandro Vergara.
Nel 2020 ha interpretato il ruolo di Lucía ne cortometraggio Dos mil once. Sempre nello stesso anno ha interpretato il ruolo di Noe nella serie La unidad. Nel 2021 ha interpretato il ruolo di Áurea nella serie A lei de Santos. Nello stesso anno ha recitato nella soap opera Per sempre (Amar es para siempre). L'anno successivo, nel 2022, ha ricoperto il ruolo di Anaïs Montero nella serie Un affare privato (Un asunto privado). Nello stesso anno ha interpretato il ruolo di nel cortometraggio Sen ti diretto da Feyrouz Serhal. Sempre nel 2022 ha interpretato il ruolo di Ronalda da giovane nel film La voz del sol diretto da Carol Polakoff.

### Lingue
Sara Sanz oltre allo spagnolo, parla fluentemente l'inglese.

## Filmografia

### Cinema
- Ghost Academy (Promoción fantasma), regia di Javier Ruiz Caldera (2012)
- Lila, regia di Carlos Lascano (2014)
- Aquellas tardes de verano, regia di Carlos Cabero (2019)
- La voz del sol, regia di Carol Polakoff (2022)

### Televisione
- Lobos y corderos – serie TV (2018)
- Il sapore delle margherite (El sabor de las margaritas) – serie TV (2018, 2020) – Rebeca Seoane
- Dulcinea – serie TV (2019) – Isabella
- A Ninguna Parte – serie TV (2019) – Julia
- Il segreto (El secreto de Puente Viejo) – soap opera, 164 episodi (2019-2020) – Rosa Solozábal
- La unidad – serie TV (2020) – Noe
- A lei de Santos – serie TV (2021) – Áurea
- Per sempre (Amar es para siempre) – soap opera TV, 2 episodi (2021)
- Un affare privato (Un asunto privado) – serie TV, 8 episodi (2022) – Anaïs Montero

### Cortometraggi
- La Culpa (2015)
- Benvida ao Desastre, regia di Irene Pin (2016)
- Astra, regia di María Romero (2017)
- Vete, regia di Kiara Mathews (2018)
- 6/9, regia di Jacopo Crisci (2018)
- En la Noche, regia di Pedro Vilas (2019)
- Tarados, regia di Inés Fernández (2019) – Bea
- Dos Mil Once, regia di Mateo Rufino (2020) – Lucía
- Sen ti, regia di Feyrouz Serhal (2022) – Rosalia

## Web TV
- LuvApp (2017)
- Dinosaurio La Serie - 99%, diretto da David Sainz, Bruno Martín e Pablo Tocino (2018)

## Teatro
- La Zapatera Prodigiosa, diretto da Ramiro Neira (2007)
- Rock on! Rocky Horror Picture Show, presso il teatro East West a Shanghai, in Cina – Musical (2014)
- Querer y Necesitar. Habitación azul di David Hare, presso il teatro Conde Duque (2014)
- Un tranvía llamado deseo, presso il teatro East West di Shanghai, in Cina (2014)
- Ayerro, presso il teatro Umbral De Primavera (2015)
- Fe Esperanza Caridad di Odon Von Horvard, presso il teatro Conde Duque (2015)
- Nieve y Arena (Chejov y Lorca), diretto da Jc Corazza, presso il teatro Conde Duque (2015)
- Amor e Informacion di Caryl Churchill, diretto da Jc Corazza, presso il teatro Conde Duque (2016)
- Tejas Verdes, scritto e diretto da Fermín Cabal (2017)
- Lo que sus ojos viernos: Las Mujeres Que Me Habitan, diretto da Marta Arteaga (2017)
- 18 de noviembre, diretto da Daniel Currás (2017)
- La Excepción y la Regla di Bertolt Brecht, diretto da Catalina Lladó, con La Extraña Compañía, presso il teatro Barceló (2019-2021)
- Una sonrisa sin gato, presso il teatro reale di Madrid (2021)